# غونار إيبسن سورينسن
غونار إيبسن سورينسن (بالدنماركية: Gunnar Ibsen Sørensen)‏ هو مجدف دنماركي، ولد في 27 يونيو 1913 في Thisted ‏ في الدنمارك، وتوفي في 10 مايو 2004.

## وصلات خارجية
- غونار إيبسن سورينسن على موقع الاتحاد الدولي للتجديف (الإنجليزية)
- غونار إيبسن سورينسن على موقع أوليمبيديا (الإنجليزية)